# Jyotipura, Dod Ballapur
Jyotipura là một làng thuộc tehsil Dod Ballapur, huyện Bangalore Rural, bang Karnataka, Ấn Độ.